# Live 2003 (album Coldplay)
Live 2003 – album koncertowy brytyjskiego zespołu rockowego Coldplay. Wydany w lipcu 2003. Został nagrany podczas koncertu w Horden Pavilion w Sydney i stanowi przede wszystkim składankę największych przebojów z dwóch pierwszych płyt zespołu.
Płyta zawiera niepublikowany wcześniej utwór „Moses”. Została napisane przez wokalistę Coldplay Chrisa Martina o jego żonie Gwyneth Paltrow. Inspiracją do nazwy tytułu utworu było imię drugiego dziecka Chrisa i Gwyneth, Moses Bruce Anthony Martin, które przyszło na świat w 2006 roku.
W 2004 roku album otrzymał nominację do nagrody Grammy.

## Lista utworów

### Dysk 1 (DVD)
1. „Politik”
2. „God Put a Smile upon Your Face”
3. „A Rush of Blood to The Head”
4. „Daylight”
5. „Trouble”
6. „One I Love”
7. „Don’t Panic”
8. „Shiver”
9. „See You Soon”
10. „Everything’s Not Lost”
11. „Moses”
12. „Yellow”
13. „The Scientist”
14. „Clocks”
15. „In My Place”
16. „Amsterdam”
17. „Life is For Living”

### Dysk 2 (CD)
1. „Politik” – 06:35
2. „God Put a Smile upon Your Face” – 04:56
3. „A Rush of Blood to the Head” – 06:50
4. „One I Love” – 05:08
5. „See You Soon” – 03:25
6. „Shiver” – 05:20
7. „Everything’s Not Lost” – 08:47
8. „Moses” – 05:29
9. „Yellow” – 05:35
10. „Clocks” – 05:30
11. „In My Place” – 04:10
12. „Amsterdam” – 04:36

## Twórcy
Coldplay
- Chris Martin – wokal, pianino, gitara akustyczna, gitara rytmiczna
- Jonny Buckland – gitara prowadząca, harmonijka, chórki
- Guy Berryman – gitara basowa, harmonijka, syntezator, chórki
- Will Champion – perkusja, chórki, pianino, instrumenty perkusyjne

Pozostali muzycy
- Matt McGinn – gitara („Yellow”, „The Scientist”)

## Certyfikaty i sprzedaż
Album
| Kraj                     | Certyfikat  | Sprzedaż |
| ------------------------ | ----------- | -------- |
| Australia (ARIA)         | złota płyta | 35 000+  |
| Nowa Zelandia (RMNZ)     | złota płyta | 7 500+   |
| Stany Zjednoczone (RIAA) | złota płyta | 500 000+ |

DVD
| Kraj                     | Certyfikat         | Sprzedaż |
| ------------------------ | ------------------ | -------- |
| Australia (ARIA)         | 8x platynowa płyta | 120 000+ |
| Austria (IFPI Austria)   | złota płyta        | 5 000+   |
| Francja (SNEP)           | 3x platynowa płyta | 60 000+  |
| Kanada (MC)              | 8x platynowa płyta | 80 000+  |
| Meksyk (AMPROFON)        | złota płyta        | 10 000+  |
| Portugalia (AFP)         | platynowa płyta    | 8 000+   |
| Niemcy (BVMI)            | 2x platynowa płyta | 100 000+ |
| Stany Zjednoczone (RIAA) | 6x platynowa płyta | 600 000+ |
| Wielka Brytania (BPI)    | 2x platynowa płyta | 100 000+ |